# Álbum de cromos

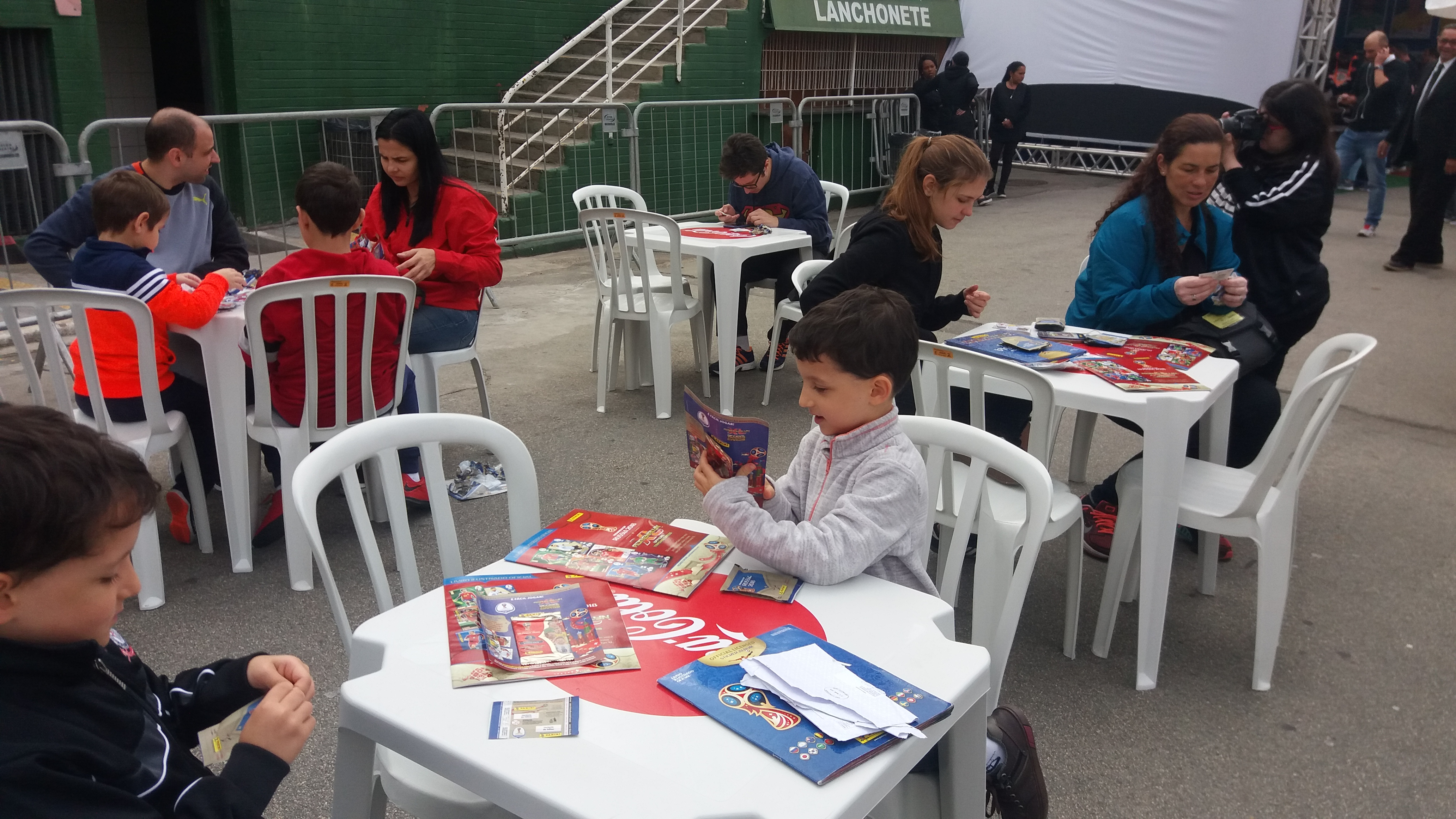
Troca de figurinhas da Copa de 2018, no Estádio do Pacaembu.

Caderneta de cromos, álbum de cromos (português europeu) ou álbum de figurinhas (português brasileiro), ou ainda, livro ilustrado é um livro no qual adesivos colecionáveis são colados em seções designadas. 
O passatempo de colecionar figurinhas consiste em completar o álbum, comprando novos pacotes e trocando as figurinhas repetidas com outros colecionadores. Há vários temas que podem ser abordados por coleções de cromos, como esportes, música, programas de TV e personagens de banda desenhada. Há inclusive clubes de colecionadores em diversas cidades, mas a maior aglomeração de aficcionados está na Internet. Temas de álbuns de adesivos podem ser eventos esportivos, como os álbuns de figurinhas da Copa do Mundo FIFA, ou programas de TV, como Doctor Who.

## Brasil
O passatempo de coleção de figurinhas começou em 1895, quando a fábria de cigarros paulista França & Mursa iniciou a série de ilustrações Marinha Brasileira nas embalagens dos cigarros. O primeiro álbum de figurinhas surgiu em 1928, quando a Fábrica de Balas e Biscoitos Novo Mundo lançou o álbum Novo Mundo. Outro marco veio em 1934, com a publicação de A Hollandeza, da fábrica de balas homônima. A primeira embalagem de figurinhas surgiu em 1949 com a publicação de Branca de Neve e Os Sete Anões, da Editora Vecchi. Nos anos 60 e 70, foram vendidos álbuns que quando completos traziam a imagem de um prêmio, que era distribuido quando a imagem fosse completa. Em 1968, foi publicado o álbum Perdidos no Espaço, baseado na série homônima. A série era a mais assistida no Brasil, e o álbum foi muito popular na época. Outro álbum popular dos anos 70 foi o Chapinhas de Ouro, que trazia figurinhas metálicas de diversos temas. Em 1979, a Editora Abril publicou Amar é…, o primeiro álbum com figurinhas autocolantes. O álbum trazia um homem totalmente nu fazendo declarações de amor. Ele foi relançado diversas vezes por muitas editoras, e é um dos temas mais populares para álbum de figurinhas do país. Nos anos 80 e 90, empresas como Ping Pong e Danone se destacaram por dar as figurinhas mediante a compra de seus produtos. Outro álbum de sucesso nos anos 80 foi a Turma do Paulistinha, publicado pelo Governo do Estado de São Paulo. As figurinhas eram distribuidas com a emissão de notas fiscais, e o governo sorteava um prêmio após o álbum ser completo. As embalagens em si viraram artigo de colecionador, e a partir de 2006, a Panini passou a criar embalagens com ilustrações diferentes, começando por Superman - O retorno, seguido por Turma da Mônica - Princesas e Contos de Fadas (2008) e Homem de Ferro (2008).
Álbuns da Copa do Mundo, de novelas e de personagens como Hanna Barbera e Turma da Mônica são muito populares no país.

## Principais editores
- Panini
- Abril Jovem
- OnLine Editora
- Vintagedream